# Betsy Heard
Betsy Heard, född 1759, död efter år 1812, var en euroafrikansk slavhandlare. 
Hon var dotter till en engelsk slavhandlare verksam i Västafrika och en afrikansk kvinna, och sändes av sin far till Liverpool i England för att få en engelsk uppfostran. Detta var inte ovanligt, det beräknas att det i Liverpool fanns omkring sextio fria barn av vita slavhandlare och färgade kvinnor som var där för att få en engelsk bildning vid samma tid. 
Vid sin återkomst till Afrika började hon med slavhandel och ärvde så småningom även faderns slavhandelsföretag vid Bereirafloden i västra Afrika. År 1794 hade hon etablerat ett monopol på slavhandeln inom Bereira-regionen, och fick stora inkomster från att sälja de slavar som togs som krigsfångar under den islamiska jihaden i Fouta Djallon.  Hon ägde ett skeppsvarv, lagerlokaler och ett flertal skepp, och bodde i ett hus möblerat i europeisk stil. Hon hade stor fördel av sin blandade europeiska och afrikanska härkomst i sin roll som mellanhand, och det nämns hur hon välkomnade sina europeiska affärskontakter helt enligt europeiska seder, samtidigt som hon med sin kunskap om den inhemska kulturen kunde komma överens även med den inhemska befolkningen, och erbjuda sina kunskaper om båda kulturer till motparten. 
Hon erkändes av lokalinvånarna som regerande drottning av området, och som sådan agerade hon också framgångsrikt som medlare mellan de lokala stammarna och Sierra Leone Company tiden 1800-07. 
Hon tycks ha avslutat sin verksamhet som slavhandlare efter 1807. Hon nämns senast 1812, och hennes dödsdatum är okänt. 